# (9730) 1982 FA
(9730) 1982 FA (1982 FA, 1984 WW4, 1989 EO2) — астероїд головного поясу, відкритий 23 березня 1982 року.
Тіссеранів параметр щодо Юпітера — 3,599.